# Ornithocephalus oberonioides
Ornithocephalus oberonioides är en orkidéart som först beskrevs av Rudolf Schlechter, och fick sitt nu gällande namn av Antonio Luiz Vieira Toscano och Robert Louis Dressler. Ornithocephalus oberonioides ingår i släktet Ornithocephalus och familjen orkidéer.
Artens utbredningsområde är Colombia. Inga underarter finns listade i Catalogue of Life.